# Фрегати клас Алваро де Басан
Фрегатите от клас „Álvaro de Bazán“, известни още като фрегати тип F100, са многоцелеви надводни бойни кораби с разширени възможности за противо-въздушна отбрана благодарение на американската система Аеджис.
Основен техен оператор са Испанските кралски ВМС, а разработчик е компанията „Навантия-Басан“, която ги строи в корабостроителницата си във Ферол. Главният кораб от серията е кръстен в чест на адмирал Алваро де Басан.
Фрегатите от този клас са най-компактните кораби, въоръжени със системата Аеджис на американската Lockheed Martin, която компания е основен подизпълнител на испанската. Характерна нейна особеност е надстройката с активни фазирани антенни решетки за радара AN/SPY-1. Архитектурата на системата позволява проследяването на стотици въздушни цели и действията в мрежови условия, в които множество участници обменят информация за бойната обстановка в реално време. Монтираната на борда им система е олекотен вариант на системата, с която са въоръжени американските разрушители клас „Arleigh Burke“ (за които е разработена по начало), както и японската им разновидност клас „Kongō“ и южнокорейската им разновидност клас „Sejong the Great“. Норвежките кралски ВМС са въоръжени с фрегати клас „Fridtjof Nansen“, които са експортен вариант на испанските фрегати, а освен това Кралските австралийски ВМС също са поръчали три разрушителя клас „Hobart“ от този тип. Разликата между американските, японските и южнокорейските разрушители и испанските, норвежките и австралийските фрегати е, че вторите имат наполовина водоизместването на първите.
Основната разлика в означението на кораби със сравнително сходни възможности идва от развитието на новите технологии във военноморското дело и промяната в оперативните доктрини на съвременните военноморски сили. Докато преди десетилетия кораб с водоизместване не по-голямо от 3000 тона би бил фрегата, а при водоизместване над 4000 тона попада в клас разрушител, между 6000 и 8000 тона би бил лек крайцер, а около 10 000 тона и нагоре се класифицира като тежък крайцер, днес това не е така. Необходимостта от по-голяма автономност и допълнителните количества ГСМ и провизии за екипажа, както и повишаване на защитеността и комфорта му и оптималното разполагане на по-обемни и тежки сензори и боекомплекти налагат повишаване на водоизместването. Същевременно класификацията на бойните кораби се превръща в политически въпрос, защото поръчката на разрушители за замяната на фрегати създава разбирането на ескалация във военните разходи и развитие, което би могло да доведе до нов период на интензивна надпревара във въоръженията. Затова представителите на подтипове на един клас бойни кораби получават различни означения (испанските и норвежките фрегати и австралийските разрушители). Затова и американските, японските и южнокорейските разрушители са обозначени така, въпреки че в предишни исторически периоди биха били класифицирани като тежки крайцери.
Фрегатите от клас „Álvaro de Bazán“ са първите модерни кораби на испанските кралски ВМС, които притежават корпус от корабна стомана с балистична защита, както и силова установка, монтирана на вибро-поглъщати подложки, които да намалят акустичната сигнатура и възможността корабът да бъде засечен от сонар на подводница. Първоначалният договор за поръчката на четири кораба възлиза на 1683 милиона евро, но с ескалацията достига до 1810 милиона евро. Цената на петия, допълнително поръчан кораб F105 възлиза на €834 милиона, тъй като е видоизменен проект с промени във водоизместването, въоръжението, Бойната система за информация и управление и радио-електронното оборудване. Корабът става прототип за австралийските разрушители клас „Hobart“.

## Представители
Първоначалните оперативни планове на испанските кралски ВМС предвиждат необходимостта от шест единици от този клас. По-късно фрегатите Рохер де Лаурия (F105) Хуан де Аустриа (F106) са канселирани, но впоследствие е поръчан пети кораб от серията – Кристобал Колон (F105).
| Борден номер                                                       | Име                                    | Пуснат на вода                         | Приет в строя                   | Забележка                       |
| ------------------------------------------------------------------ | -------------------------------------- | -------------------------------------- | ------------------------------- | ------------------------------- |
| Испанският клас фрегати клас „Álvaro de Bazán“ включва пет кораба: |                                        |                                        |                                 |                                 |
| F101                                                               | Алваро де Басан                        | 31 октомври 2000 г.                    | 19 септември 2002 г.            | в строя                         |
| F102                                                               | Алмиранте Хуан де Борбон               | 28 февруари 2002 г.                    | 3 декември 2003 г.              | в строя                         |
| F103                                                               | Блас де Лесо                           | 16 май 2003 г.                         | 16 декември 2004 г.             | в строя                         |
| F104                                                               | Мендес Нуньес                          | 12 ноември 2004 г.                     | 21 март 2006 г.                 | в строя                         |
| F105                                                               | Рохер де Лауриа                        | отменен                                | отменен                         | отменен                         |
| F106                                                               | Хуан де Аустриа                        | отменен                                | отменен                         | отменен                         |
| F105                                                               | Кристобал Колон                        | 4 ноември 2010 г.                      | 23 октомври 2012 г.             | в строя                         |
| Норвежкият клас фрегати клас „Fritjof Nansen“ включва пет кораба:  |                                        |                                        |                                 |                                 |
| F310                                                               | КНВ Фритьоф Нансен                     | 3 юни 2004                             | 5 април 2006 г.                 | в строя                         |
| F311                                                               | КНВ Роал Амундшен                      | 25 май 2005 г.                         | 21 май 2007 г.                  | в строя                         |
| F312                                                               | КНБ Ото Свардруп                       | 28 април 2006 г.                       | 30 април 2008 г.                | в строя                         |
| F313                                                               | КНВ Хелге Ингщад                       | 23 ноември 2007 г.                     | 29 септември 2009 г.            | в строя                         |
| F314                                                               | КНВ Тур Хайердаал                      | 11 февруари 2009 г.                    | 18 януари 2011 г.               | в строя                         |
| Австралийският клас разрушители клас „Hobart“ включва три кораба:  |                                        |                                        |                                 |                                 |
| DDGH 39                                                            | АКНВ Хобарт                            | 23 май 2015 г.                         | планиран юни 2017 г.            | в строеж                        |
| DDGH 40                                                            | АКНВ Брисбейн                          | на стапел                              | планиран септември 2018 г.      | в строеж                        |
| DDGH 41                                                            | АКНВ Сидни                             | на стапел                              | планиран март 2020 г.           | планиран                        |
|                                                                    |                                        |                                        |                                 |                                 |
| * КНВ                                                              | Кораб на Негово Величество             | Кораб на Негово Величество             | (Hans Majestets skip)           | (Hans Majestets skip)           |
| * АКНВ                                                             | Австралийски кораб на Нейно Величество | Австралийски кораб на Нейно Величество | (Her Majesty's Australian Ship) | (Her Majesty's Australian Ship) |